# Le Parc (Manche)
Le Parc ist eine französische Gemeinde mit 907 Einwohnern (Stand 1. Januar 2022) im Département Manche in der Region Normandie. Sie gehört zum Arrondissement Avranches und zum Kanton Avranches.
Sie entstand mit Wirkung vom 1. Januar 2016 als Commune nouvelle durch die Zusammenlegung der ehemaligen Gemeinden Sainte-Pience, Braffais und Plomb, denen in der neuen Gemeinde der Status einer Commune déléguée nicht zuerkannt wurde. Der Verwaltungssitz befindet sich im Ort Sainte-Pience.

## Gliederung
| Ortsteil                        | ehemaliger INSEE-Code | ehemaliger Kanton | PLZ   | Fläche (km²) | Einwohnerzahl (2016) |
| ------------------------------- | --------------------- | ----------------- | ----- | ------------ | -------------------- |
| Sainte-Pience (Verwaltungssitz) | 50535                 | Bréhal            | 50870 | 8,68         | 335                  |
| Braffais                        | 50071                 | Isigny-le-Buat    | 50870 | 5,79         | 187                  |
| Plomb                           | 50406                 | Avranches         | 50870 | 8,16         | 384                  |

## Lage
Die Gemeinde befindet sich rund zehn Kilometer nordöstlich von Avranches an der Autobahn A84.

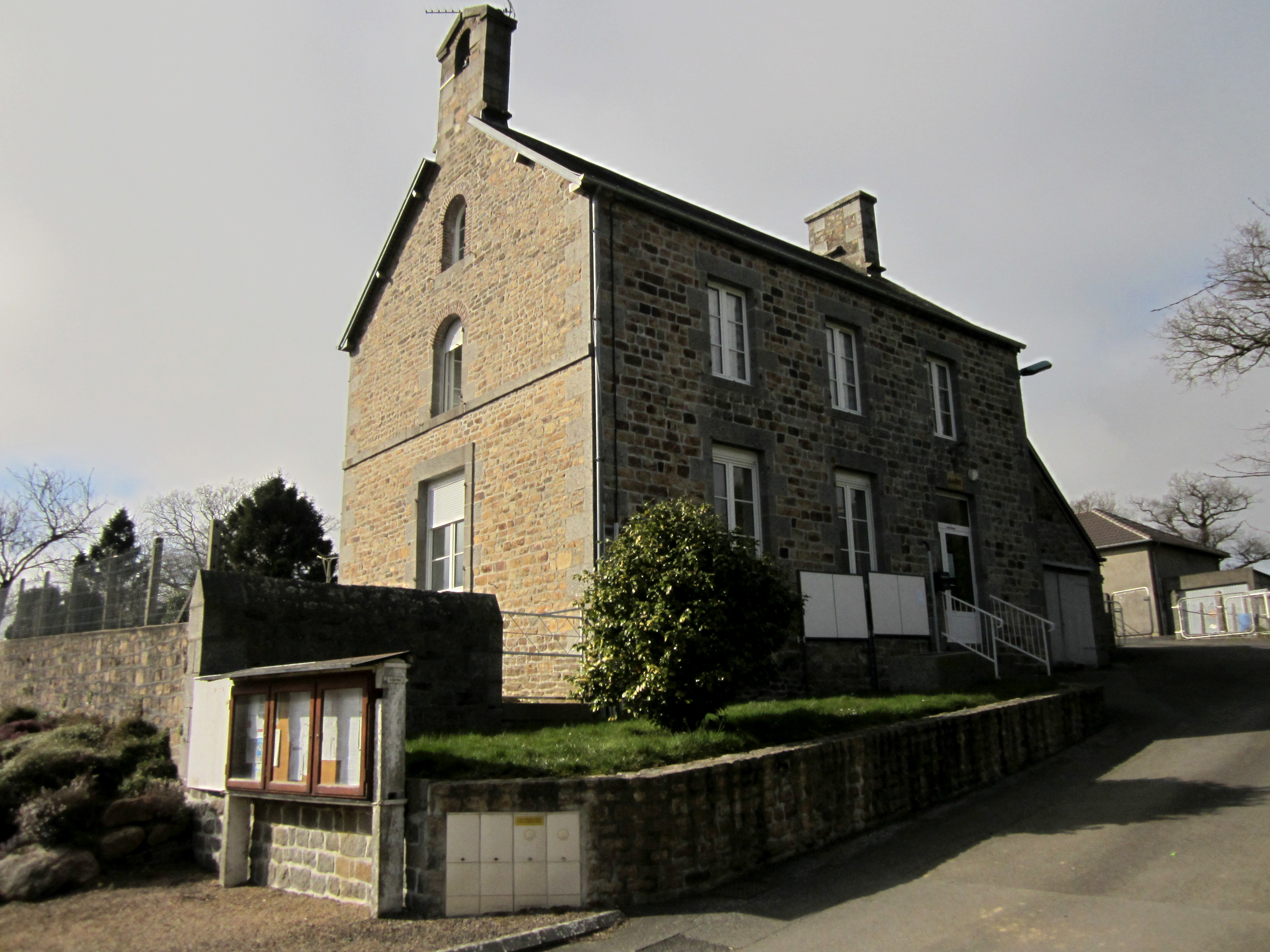
Ehemaliges Rathaus (Mairie) von Braffais
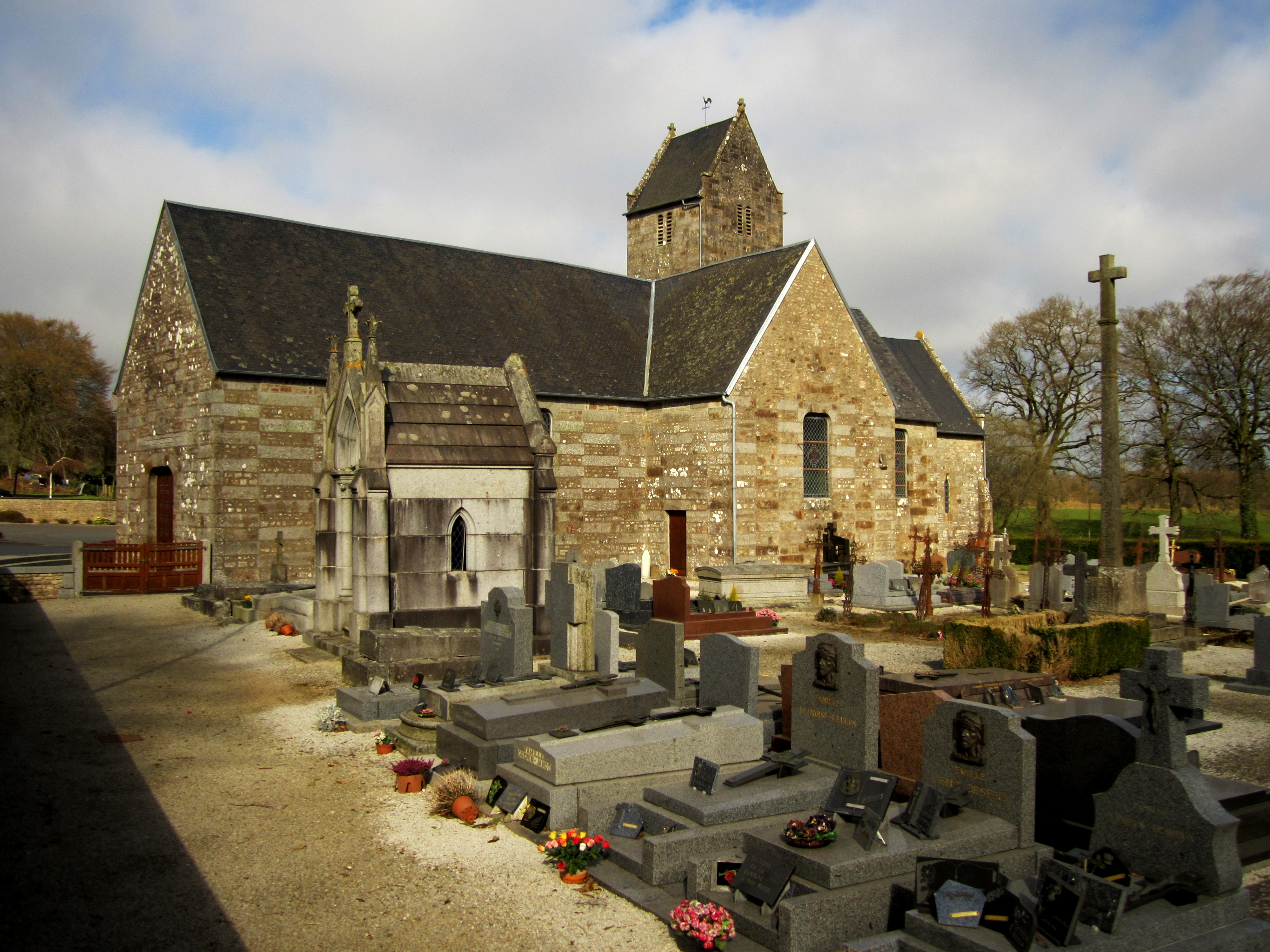
Kirche Saint-Martin in Braffais
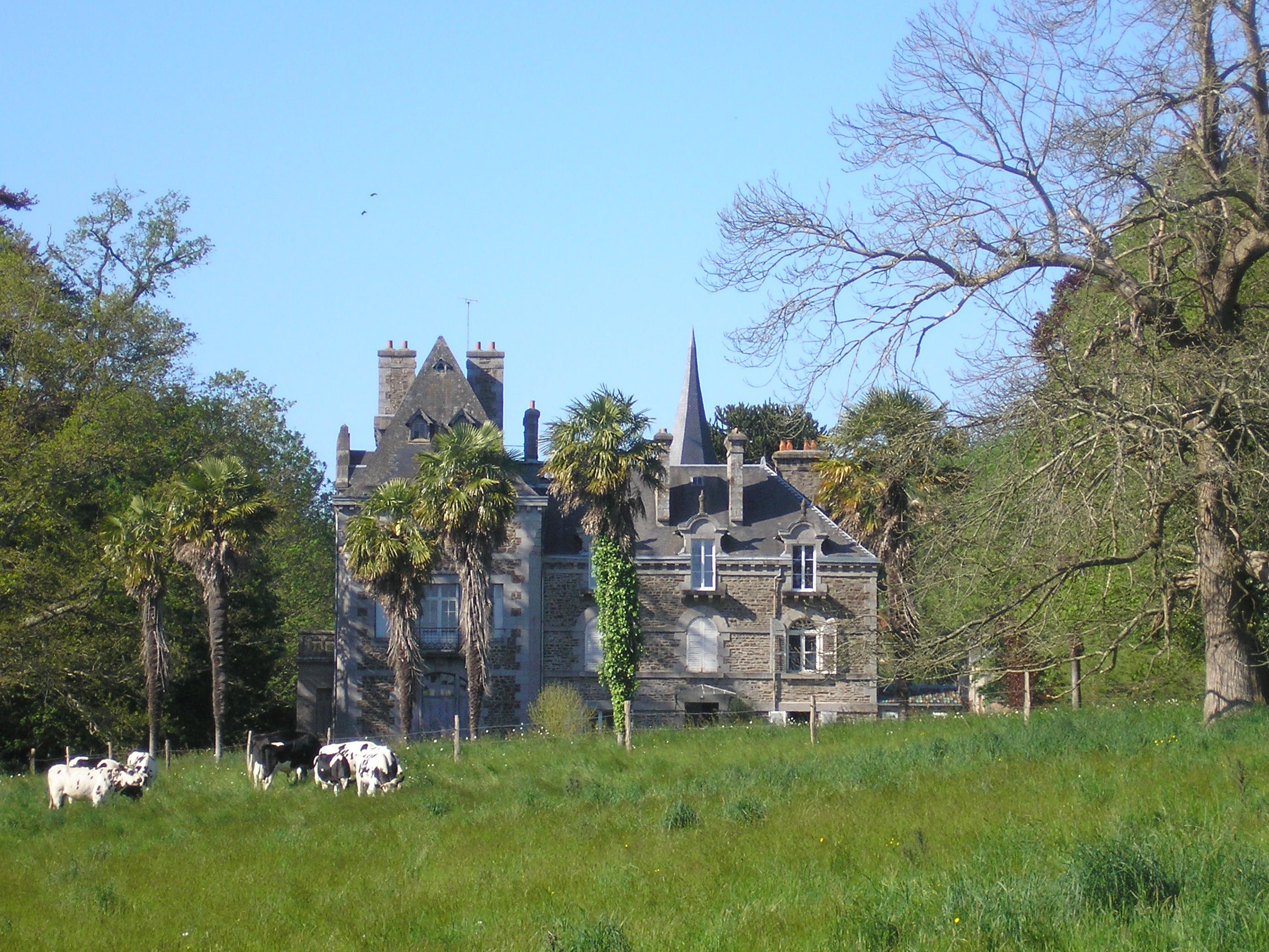
Le Château de la Foulerie, Plomb
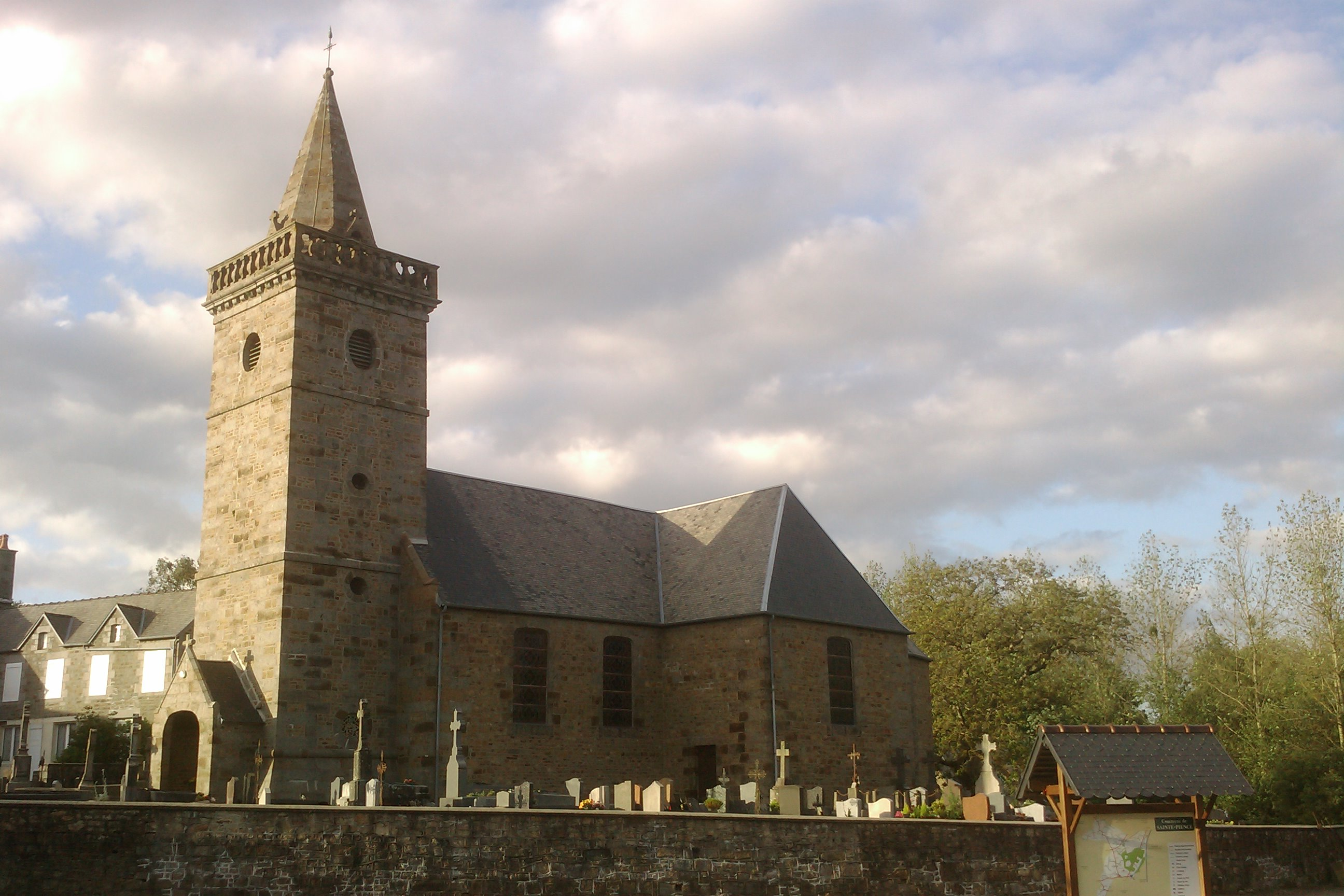
Kirche Sainte-Pience